# Warszewiczia coccinea
Warszewiczia coccinea (лат.) — вечнозелёный кустарник или дерево, вид рода Варшевичия (Warszewiczia) семейства Мареновые (Rubiaceae), произрастает в тропиках Южной Америки и юге Центральной Америки и Карибских островов. Национальный цветок Тринидада и Тобаго.

## Ботаническое описание

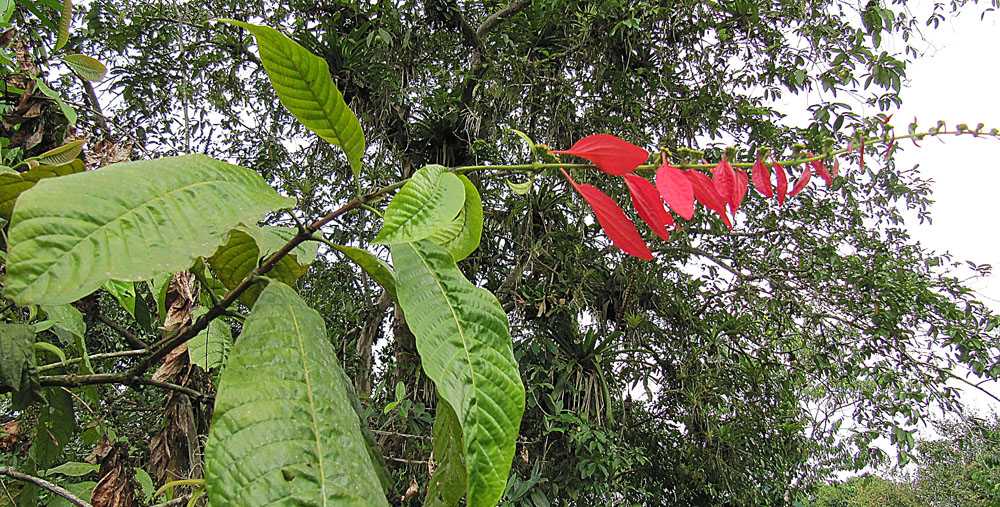
Листья и цветы Warszewiczia coccinea (Коста-Рика)

Warszewiczia coccinea — вечнозелёный кустарник или небольшое дерево с неправильной редкой кроной, достигающее 12 м в высоту. Кривой, более или менее цилиндрический ствол может иметь диаметр 15-25 см. Соцветие с ярко-красными прицветниками и неприметными жёлтыми лепестками. Деревья могут цвести почти круглый год. Корни растения обладают запахом аниса.

## Распространение и местообитание
Вид произрастает на юго-восточных Карибах (Наветренные острова, Тринидад), на юге Центральной Америке (от Панамы до Никарагуа) и в тропической Южной Америке (Бразилия, Боливия, Перу, Эквадор, Колумбия, Венесуэла, Гайана).
Встречается в тропических лесах Амазонки в районах, не подверженных сезонному затоплению, обычно на более открытых участках, предпочитает влажные плодородные глинистые почвы на дне долин и вблизи рек.

## Таксономия
Вид Warszewiczia coccinea был официально описан немецким фармацевтом, ботаником и врачом Иоганном Фридрихом Клочем и опубликован в Bericht über die zur Bekanntmachung geeigneten Verhandlungen der Konigl.Preuss.Akademie der Wissenschaften zu Berlin в сентябре 1853 года, а затем в Flora в декабре 1853 года.

## Использование и культивирование

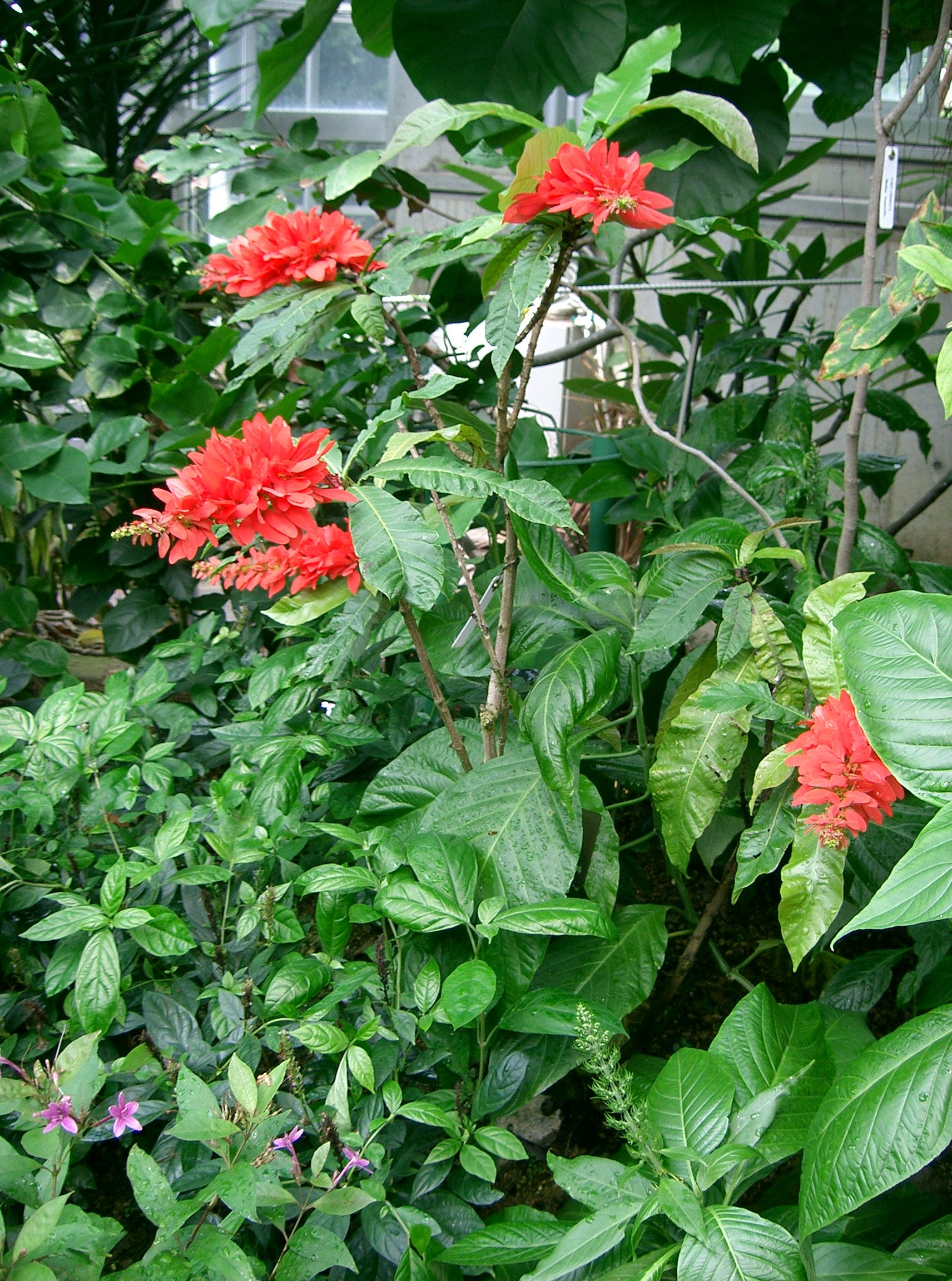
Warszewiczia coccinea в декоративном саду (Осака, Япония)

Дерево иногда собирают в дикой природе для местного использования в качестве лекарства и источника древесины. Это чрезвычайно декоративное дерево также широко используется в садах и в ландшафтном дизайне. Растёт на полном солнце и до умеренной тени на влажной плодородной глинистой почве, молодые растения имеют умеренную скорость роста.
Сорт двойная чакония, имеющий двойной ряд прицветников, является наиболее широко культивируемой формой. Он происходит от черенков, взятых от дикого растения, найденного растущим у дороги. Так как размножения этого сорта семенами добиться пока не удалось, все двойные чаконии были выращены как черенки от этого образца.

## Символ Тринидада и Тобаго
Warszewiczia coccinea является национальным цветком Тринидада и Тобаго. Он цветёт 31 августа, что совпадает с днем независимости Тринидада и Тобаго от Великобритании.